# Peter Schønau Fog
Peter Schønau Fog (né le 20 avril 1971) est un réalisateur danois. 
Le premier long métrage de Fog, Kunsten at græde i kor (en français : L'Art de pleurer en chœur), adapté du roman du même nom d'Erling Jepsen, a été présenté le 27 avril 2007 et a été salué par la critique. Pour ce film, il a reçu le Prix du film du Conseil nordique du meilleur film de 2007 ainsi que le prix Robert 2007 du meilleur film danois et le Bodil 2008 du meilleur film danois. 